# Losange magique
 (août 2019).
- Si vous ne connaissez pas le sujet, laissez ce bandeau (vous pouvez alors contacter les auteurs).
- Si vous supprimez le contenu mis en cause (vous pouvez préalablement contacter les auteurs),

argumentez précisément cette suppression dans la page de discussion
(un manque de référence n'est pas un argument ; une recherche réelle de référence doit avoir été effectuée, être formellement documentée).

Le canevas du Losange magique.

En mathématiques, un losange magique  est composé de 32 entiers strictement positifs, écrits sous la forme d’un losange. Ces nombres sont disposés de sorte que leurs sommes sur chaque rangée oblique, soit de gauche à droite ou de droite à gauche et sur chaque diagonale principale soient égales. La valeur de ces sommes est 132.

## Construction
Ce losange magique a été construit par l'écrivain de cet article au mois d'août 2019.
L'idée était de placer les nombres allant de 1 à 32 dans une forme géométrique de telle sorte que les sommes des colonnes, des rangées et des diagonales soient égales à une constante.
Le nombre triangulaire S32 = 1 + 2 + … + 32 est égal à 528.
Si on veut disposer les 32 nombres de cette série dans une forme géométrique magique(un losange), il est nécessaire de les assembler dans 4 sous-ensembles dont la somme est de 132.

Les rangées du Losange magique.

Ce losange magique est construit 7 rangées horizontales dont le nombre de cases du haut en bas est comme suit:
- Première rangée contient une seule case ;
- Deuxième rangée contient 3 cases ;
- Troisième rangée contient 7 cases ;
- Quatrième rangée contient 10 cases ;
- Cinquième rangée contient 7 cases ;
- Sixième rangée contient 3 cases ;
- Septième  rangée contient une seule case.

## Propriétés
Ce losange magique contient 32 nombres disposés de telle sorte que l'on obtient huit rangées et deux colonnes dont la somme est 132:
LES RANGÉES DE GAUCHE A DROITE:
- 1+24+11+30+23+2+9+32=132
- 28+13+4+21+12+29+17+8=132
- 31+10+6+19+14+27+20+5=132
- 7+18+25+16+3+22+15+26=132

LES RANGÉES DE DROITE A GAUCHE:
- 1+24+28+13+10+31+18+7=132
- 11+30+4+21+6+19+16+25=132
- 2+23+29+12+14+27+3+22=132
- 32+9+8+17+20+5+15+26=132

LES COLONNES:
- 1+24+4+21+14+27+15+26=132
- 7+18+6+19+12+29+9+32=132

Le losange magique.

En outre, la somme des quatre coins symétriques et  opposés de chaque carré ou losange intérieur est égale à 66.
Exemple:
- 1+32+7+26=66
- 24+9+15+18=66
- 13+30+20+3=66
- 4+29+27+6=66